# Käferzikaden
Die Käferzikaden (Issidae) sind eine besonders in den ariden tropischen und subtropischen Regionen verbreitete artenreiche Familie der Spitzkopfzikaden (Fulgoromorpha) mit weltweit ca. 1500 Arten. Aus Europa sind 150 Arten in 30 Gattungen bekannt. Nur 2 Gattungen mit 3 Arten kommen auch in Deutschland vor. Für die meisten Arten ist eine käferartige Gestalt kennzeichnend. Eine Revision der Gliederung der Issidae in Triben und Gattungen ist in Vorbereitung.
2013 wurde im Sprungapparat einer Issus-Nymphe in einem bisher für die Biologie einzigartigen Fall ein mechanisches Räderwerk nachgewiesen.

## Systematik
Die Familie der Käferzikaden umfasst aktuell zwei Unterfamilien – Hemisphaeriinae und Issinae.
In Europa kommen nur Vertreter der Issinae vor.

### Mitteleuropäische Arten

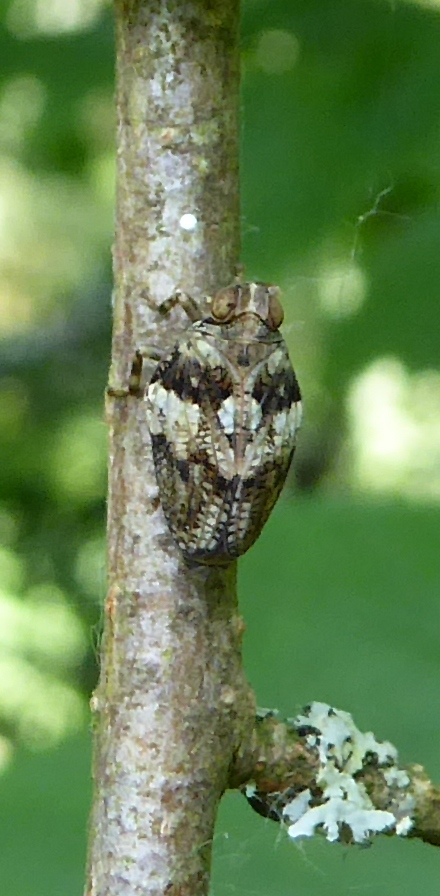
Fliegen-Käferzikade (Issus muscaeformis)

Derzeit sind in Mitteleuropa 7 Gattungen mit 13 Arten nachgewiesen:
- Echte Käferzikade Issus coleoptratus (Fabricius, 1781)
- Fliegen-Käferzikade Issus muscaeformis (Schrank, 1781)
- Issus lauri Ahrens, 1814
- Issus truncatus Fieber, 1876
- Latissus dilatatus (Fourcroy, 1785)
- Mycterodus confusus Stål, 1861
- Nasenzikade Mycterodus cuniceps Melichar, 1906
- Mycterodus immaculatus (Fabricius, 1794)
- Mittelmeer-Käferzikade Agalmatium bilobum (Fieber, 1877)
- Gelbe Käferzikade Agalmatium flavescens (Olivier, 1791)
- Falcidius apterus (Fabricius, 1794)
- Kleine Käferzikade Hysteropterum reticulatum Herrich-Schäffer, 1835
- Halsband-Käferzikade Kervillea conspurcata (Spinola, 1839)